# Jō

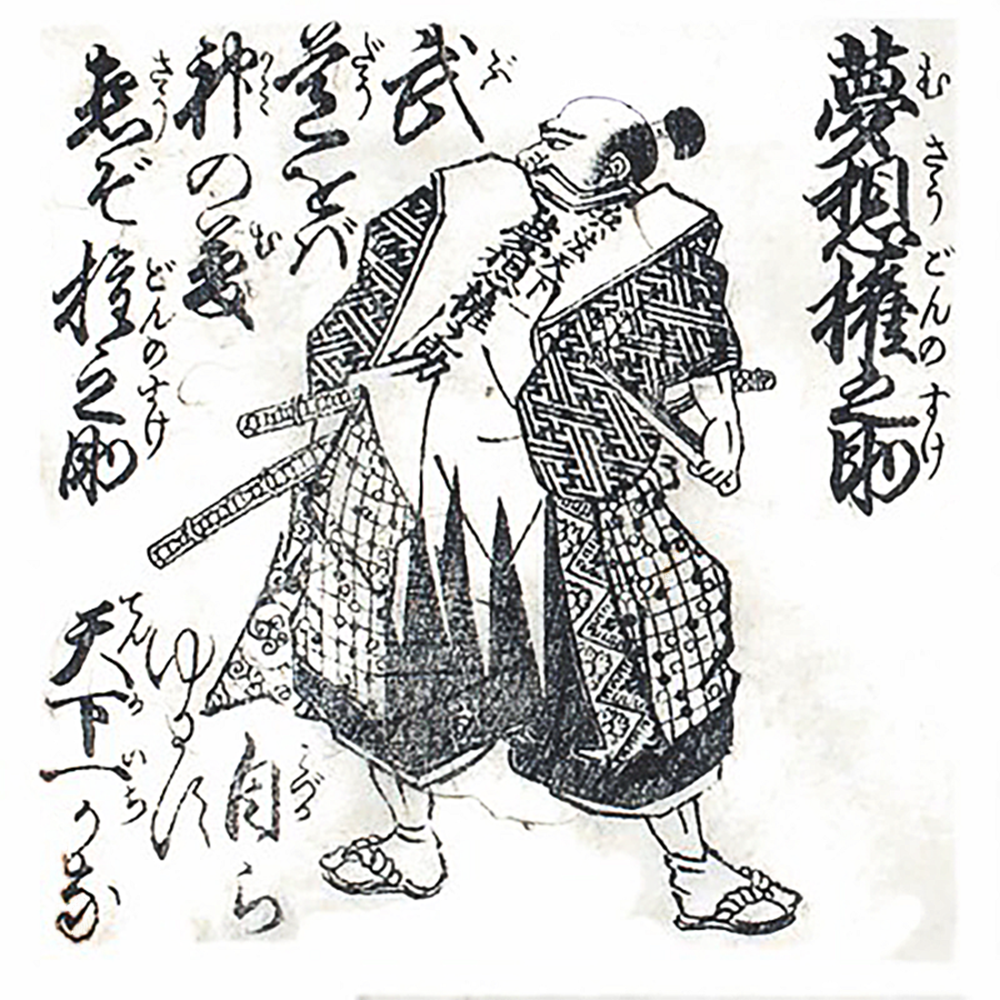
Musō Gonnosuke Katsuyoshi.

El Jō (じょう) és un bastó d'aproximadament 1,28 m de llarg, utilitzat en certes arts marcials del Japó, com el jōjutsu o l'aikido. És també conegut com a bastó curt en oposició al bō o bastó llarg, d'aproximadament 1,80 m de longitud.
Segons una llegenda molt difosa, al començament del segle xvii Musō Gonnosuke Katsuyoshi hauria creat el jō després d'una derrota en combat amb el cèlebre Miyamoto Musashi en el qual Katsuyoshi lluitara amb un bō contra els dos sabres de Musashi. Reconeixent l'avantatge de comptar amb una arma de menor longitud, Katsuyoshi hauria posteriorment lluitat una vegada més contra Musashi, aquesta vegada vencent-lo mitjançant l'ús del nou bastó curt.
L'escola fundada per Katsuyoshi s'anomenà Shintō Musō-ryū.